# Naëma Loesche
Naëma Loesche (* 27. September 1854 in Maltzien auf Rügen als Naëma von Kahlden; † 10. Februar 1927 in Königssee) war eine deutsche Schriftstellerin.
Naëma Loesche entstammte der Familie von Kahlden und war die Tochter des königlich preußischen Majors und Erbherren auf Maltzien und Tegelhof Karl von Kahlden (* 1822; † 1894) und dessen Ehefrau Clara, geb. Kempe (* 1832; † 1879). Sie war seit dem 10. April 1885 mit dem K. u. K. Hofrat und Wiener Universitätsprofessor Georg Loesche (* 1855, † 1932) verheiratet.
Naëma Loesche schrieb unter verschiedenen Pseudonymen (Tagetis Norrmann, Nordmann) Lyrik, Dramatik und Epik.

## Werke
- Aurelia phosphorea. (Federrisse). 1896.
- Vom Malstock zur Haube. Briefe aus der Großstadt. 1896.
- Leidensgefährten. Meraner Typen. Novelle. 1898.
- Auf den Bergen. Novelle. 1903.
- Der Pfarrer im Tal. Schauspiel. 1904.
- Kreuzblumen. Religiöse Gedichte. 1907.
- Am wilden Pfeil. Kärntner Dorfgeschichte. 1908.
- Ullas Dorfkinder. Erzählung aus dem Holstein. 1911.
- Das Kind vom Almsee. Erzählung. 1914.
- Aus Jugendland ins Abendrot. Gedichte. 1921.
- Vom Pommerstrand und Inselland. 1928. (Digitalisat: urn:nbn:de:gbv:9-g-5273958).